# Баталин, Матвей Андреевич
Матвей Андреевич Баталин (1769 — 16 [28] марта 1855) — военный врач, генерал-штаб-доктор, доктор медицины, действительный статский советник, участник Отечественной войны 1812 года, член Виленского медицинского общества.

## Биография
Происходил из обер-офицерских детей Москвы. Учился в Крутицкой семинарии, потом был подканцеляристом Крутицкой духовной консистории. В 1788 году поступил учеником в Московский военный госпиталь. В 1790 году направлен подлекарем в Кавказский гренадерский полк.
В 1797 году работал в Московском военном госпитале. В 1798 году — лекарь в кирасирском генерал-майора Фридериция полку; в 1800 — в Стародубском кирасирском полку; в 1801 — в 3-м егерском полку. В 1802 году ему было присвоено звание штаб-лекарь, а в 1807 — старший лекарь. С 1808 года он был дивизионным доктором 6-й пехотной дивизии; награждён в 1809 году орденом Св. Владимира 4-й степени.
В 1812 году Матвей Баталин — корпусной доктор. За отличные труды в Смоленском сражении, сражениях при Валутиной Горе и Бородино 06 декабря 1812 года он был награждён орденом Св. Анны 2-й степени. В 1813 году за сражения при Люцене и Бауцене получил 1000 рублей пансиона. В 1814 году получил иностранные прусский орден Красного орла 3-й степени и французский орден Почётного легиона.
В 1818 году — штаб-доктор гренадерского корпуса. В 1820 году, 31 июля, он признан за службу доктором медицины и хирургии и генерал-штаб-доктором 1-й армии.
Во всех походах действовал как искусный врач на местах боя. В 1832 году был уволен по болезни в отставку с 3000 рублей пенсии.
Имел владение: село Гагарино (Никольское) в Звенигородском уезде Московской губернии (27 душ); а также в Ярославском уезде (128 душ).
Скончался 16 (28) марта 1855 года. Похоронен в Москве в Донском монастыре.

## Семья
Был женат на дворянской дочери, Феодосии Яковлевне Дашковой (1773—29.02.1852).